# رندی بارنز
رندی بارنز (انگلیسی: Randy Barnes؛ زادهٔ ۱۶ ژوئن ۱۹۶۶) یک ورزشکار اهل ایالات متحده آمریکا است.